# Marc Bouissou
Pour les articles homonymes, voir Bouissou (homonymie).
Marc Émile Bouissou est un rameur français et chef d'entreprise né le 6 avril 1931 à Joinville-le-Pont et mort le 23 novembre 2018 à Boulogne-Billancourt. Vice-champion olympique d'aviron en quatre sans barreur aux Jeux olympiques d'Helsinki en 1952, Il est également médaille d'argent lors des championnats d'Europe de 1953 à Copenhague et plusieurs fois champion de France.  

## Biographie
Marc, né le 6 avril 1931, est un pur produit nogentais puisqu’il habita les  bords de la Marne à proximité de l’US Métro. Ses tout premiers débuts de  rameur scolaire commencèrent au club de la SN Marne puis il  s’inscrivit avec son frère Daniel à l’US Métro sous la direction sportive de M.Jousseaune comme barreur. Il s’engagea dans la compétition en tant que cadet sur les bords de la Marne et obtint une deuxième place au Championnat de France. L’année suivante, il sera surclassé pour remporter la coupe Glandaz (CF Senior débutant) avec encore un titre de  CF en Junior.  
En 1950, Marc part effectuer son service militaire  en Allemagne. Il sera rappelé au Centre Sportif des Armées pour remplacer Macquat (rameur de l’US Métro), ce qui lui permettra de rentrer dans le grand bain international. Ainsi, en 1951-1952, il  deviendra Champion de France en quatre sans barreur, Vice-Champion olympique aux Jeux Olympiques d’Helsinki et, en 1953, CF en quatre sans barreur et en huit, puis  troisième au championnat d’Europe. 
Marc entre dans la vie active en 1954. Après l’obtention de son baccalauréat technique, il est embauché dans une entreprise métallurgique dont il devient responsable. 
Il  se marie en 1955 à Adrianna "Monique" Amaury puis c’est un nouveau virage professionnel : Marc  s’engage dans l’entreprise de nettoyage de ses beaux-parents qu’il va développer et hisser à la deuxième place des entreprises parisiennes avec ses 250 employés. Puis, nouvelle orientation, Marc s’associe avec son frère Daniel sans cesser de s’occuper de l’entreprise familiale, notamment dans les déplacements de la FFSA et d’autres clubs (Basse-Seine, Encouragement, etc.). Afin d’étendre leur entreprise, ils  vont se spécialiser dans les transports exceptionnels des engins de BTP avec un ensemble d’entrepôts de 20 000 m². En résumé, grâce au sport et par son goût de l’effort, la recherche de la réussite, l’esprit de compétition, la pugnacité vis-à vis des aléas de la vie, Marc Bouissou a su pleinement réaliser sa vie professionnelle. 
Le 5 décembre 2007, en reconnaissance de son exceptionnelle carrière sportive et professionnelle, il est fait Chevalier dans l'Ordre national du Mérite.
Il meurt des suites d'un cancer, entouré de ses proches, à l'hôpital Ambroise Paré de Boulogne-Billancourt à 87 ans. Il est inhumé aux côtés de son épouse au cimetière de Longnes  le 7 décembre 2018.